# Like a Boy
"Like a Boy" é uma canção da cantora norte-americana Ciara para seu segundo álbum de estúdio Ciara: The Evolution (2006). Foi escrito por Ciara, Candice Nelson, Balewa Muhammad, Patrick J. Que Smith, Ezekiel Lewis e Calvin Kenone e é o terceiro single lançado nos EStados Unidos e o segundo na Europa.

## Indicações
"Like a Boy" foi nomeado da categoria de "Melhor Coreografia em Vídeo" no VMA de 2007, mas o prêmio foi entregue a Justin Timberlake. O vídeo da música foi nomeado também na categoria "Vídeo do ano" no BET Awards de 2007, mas o prêmio foi dado à Irreplaceable, single de Beyoncé.